# 秋光純
秋光純（あきみつ じゅん、1939年 - ）は、日本の物理学者。学位は理学博士（東京大学・1970年）。青山学院大学名誉教授。岡山大学特任教授。2001年紫綬褒章、2014年瑞宝中綬章を受章。

## 概要
広島県大崎下島（現：呉市）出身。1970年代より超伝導の研究を続ける。2001年3月1日号の英国科学雑誌『Nature』に「二ホウ化マグネシウムにおける39Kの超伝導」の論文を発表。銅酸化物以外の金属系ではNb3Ge（転移温度 23 K）以来27年ぶりの高温超伝導体の発見に世界中が注目し、高い評価を受け、多くの賞を受賞した。2014年、瑞宝中綬章を受章。

## 略歴
- 1965年 東京大学理学部卒業[5]
- 1970年 東京大学・大学院理学系研究科博士課程修了[5]
- 1970年～76年 東京大学・物性研究所中性子回折部門助手[5]
- 1976年 青山学院大学・理工学部物理学科助教授[5]
- 1982年 青山学院大学理学部教授[5]
- 2001年 「二ホウ化マグネシウムにおける39Kの超伝導」の発見[4]
- 2015年 青山学院大学理学部名誉教授、岡山大学特任教授

## 受賞歴
- 1997年 超伝導科学技術賞
- 1998年 仁科記念賞
- 2002年 朝日賞[6]、超伝導科学技術賞
- 2003年 ベルント・T・マティアス賞
- 2007年 日本結晶学会賞西川賞
- 2008年 ジェームス・C・マックグラディ新材料賞（アメリカ物理学会）
- 2012年 第10回日本中性子科学会特別賞

## 勲章
- 2001年 紫綬褒章[1]
- 2014年 瑞宝中綬章[2]

## 共著
- 超伝導現象と高温超伝導体 ISBN 978-4864690577（2013年、エヌティーエス）
- 超伝導ハンドブック ISBN 978-4254131024（2009年、朝倉書店）
- 基礎の力学―初めて物理を学ぶひとのために ISBN 978-4254130997（2008年、朝倉書店）
- 自然の謎と科学のロマン〈上〉宇宙と物質・編 ISBN 978-4406030335（2003年、新日本出版社）